# Збірна Ліберії з футболу
Збірна Ліберії з футболу — представляє Ліберію на міжнародних футбольних турнірах та у товариських матчах. Керівна організація — Ліберійська футбольна асоціація. Збірна Ліберії жодного разу не проходила кваліфікації на чемпіонат світу. На Кубок африканських націй Ліберія відбиралася двічі у 1996 та 2002 роках.
Станом на 28 листопада 2024 посідає 145-e місце у рейтингу футбольних збірних світу.

## Чемпіонат світу
- 1930–1962 — не брала участі
- 1966 — відмовилась від участі
- 1970–1978 — не брала участі
- 1982–1990 — не пройшла кваліфікацію
- 1994 — вийшла із змагань під час кваліфікації
- 1998–2022 — не пройшла кваліфікацію

## Кубок Африки
- 1957–1965 — не брала участі
- 1968 — не пройшла кваліфікацію
- 1970–1974 — не брала участі
- 1976 — не пройшла кваліфікацію
- 1978 — не брала участі
- 1980 — не брала участі
- 1982 — не пройшла кваліфікацію
- 1984 — відмовилась від участі
- 1986–1990 — не пройшла кваліфікацію
- 1992 — відмовилась від участі
- 1996 — груповий турнір
- 1998 — не пройшла кваліфікацію
- 2000 — не пройшла кваліфікацію
- 2002 — груповий турнір
- 2004–2021 — не пройшла кваліфікацію
- 2023 — не пройшла кваліфікацію